# Santi Vincenzo e Anastasio alla Regola
Santi Vincenzo e Anastasio alla Regola ou Igreja dos Santos Vicente e Anastácio em Regola era uma igreja de Roma, Itália, localizada no rione Regola. Ficava do lado leste da atual via degli Strengari (paralela da via delle Zoccolette), a poucos passos do edíficio do Ministério da Justiça da Itália. Foi demolida pouco antes de 1888 para permitir a construção dos grandes muros da canalização do Tibre (muraglioni) e do Lungotevere dei Vallati. Era dedicada aos santos Vicente e Anastácio.

## História e descrição
Esta igreja foi mencionada pela primeira vez numa bula do papa Urbano III (1186) entre as igrejas afiliadas a San Lorenzo in Damaso. No Catálogo de Cencio Camerario (1192), aparece no nº 163 com o nome de Sancto Anastasio Ariole. Depois, aparece com vários nomes ("de Arenula" ou "Areolae"), sempre claramente fazendo referência ao rione Regola.
Era uma igreja paroquial. Segundo Mariano Armellini: 
| “ | Esta é igreja é da guilda dos cozinheiros. A paróquia não passa de 20 lareiras e é de gente pobre. Não sei bem se o capelão mantém uma escola na igreja assim como nas outras paróquias deste rione. | ” |
|   | — M. Armellini. |   |

Ameaçando ruir, no século XVI a igreja foi entregue à "Confraria da Santíssima Nossa Senhora da Anunciação dos Cozinheiros e Padeiros" (em italiano:  Confraternita della Santissima Annunziata dei Cuochi e Pasticcieri), fundada em 1513, e que antes era sediada na igreja de San Luigi dei Francesi. A igreja foi restaurada e a confraria esteve a cargo da igreja até a demolição. Entre os cozinheiros membros mais conhecidos estava Bartolomeo Scappi, famoso no século XVI e que estava sepultado na igreja.
O edifício era modesto. Internamente, se dividia em três naves com quatro altares, entre os quais um dedicado a São Calcedônio Mártir, padroeiro da confraria, e o altar-mor, dedicado aos santos santos Vicente e Anastácio.

## Galeria

Imagens da igreja
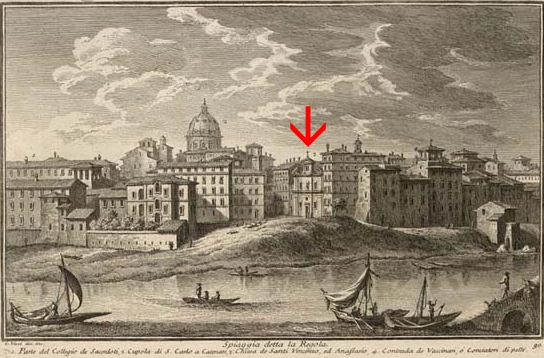
Gravura de Giuseppe Vasi (1747) indicando sua localização.
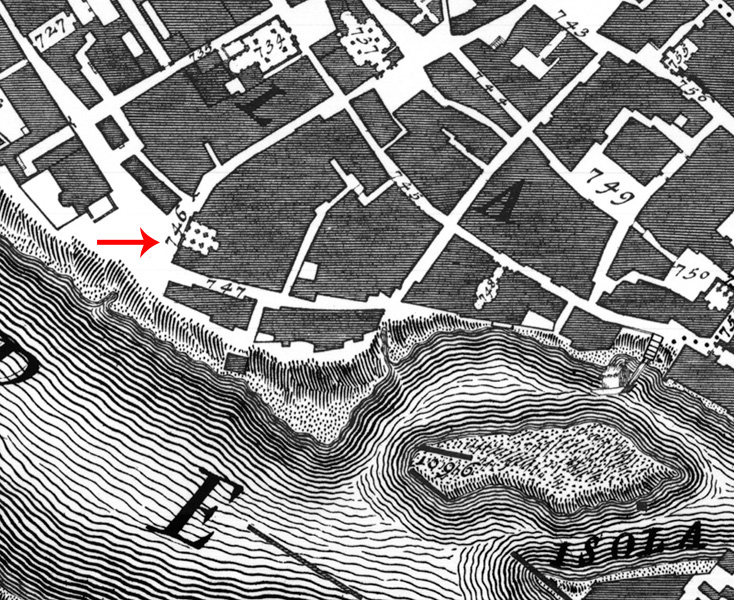
Posição da igreja no Mapa de Nolli (1748).